# Sjunnamåla
Sjunnamåla är en by i Sillhövda socken i Karlskrona kommun, Blekinge län. Byn ligger ungefär 10 kilometer norr om Holmsjö.
I byn finns tre sjöar Sidlången, Trehörningen och Älten.